# Falcão (jogador de futsal)
Alessandro Rosa Vieira, mais conhecido como Falcão (São Paulo, 8 de junho de 1977), é um ex-jogador de futsal brasileiro que atuava como ala. É amplamente considerado como um dos melhores jogadores de futsal de todos os tempos.
Falcão fez sua última partida como profissional no dia 6 de dezembro de 2018, e entre as conquistas mais marcantes de sua carreira, estão: medalha de ouro nos Jogos Pan-Americanos do Rio, bicampeonato mundial com a Seleção Brasileira (em cinco participações), dono de duas Bolas de Ouro FIFA (2004 e 2008) e o título da Copa Intercontinental de Futsal.
Por quatro vezes (2004, 2008, 2011 e 2012) Falcão foi eleito pela FIFA como o melhor jogador de futsal do mundo, feito que foi superado apenas pelo português Ricardinho. Em 2008 ele foi o escolhido para inaugurar a Calçada da Fama do Maracanãzinho.
Além disso, com o gol feito diante do Panamá na Copa do Mundo de Futsal de 2012, que foi o seu 337º gol pela Seleção Brasileira, ele superou o ex-futebolista de areia Neném e tornou-se o maior artilheiro mundial de todas as seleções de esportes ligados ao futebol.

## Carreira
Filho de pai açougueiro, Alessandro passou sua infância e adolescência no bairro Parque Edu Chaves, na zona norte de São Paulo. Herdou o apelido "Falcão" do seu pai, João Eli Vieira, famoso nos campos de várzea da Zona Norte de São Paulo. João era conhecido como Falcão pela semelhança na aparência com o ex-jogador de futebol de campo Paulo Roberto Falcão, que jogou no Internacional e na Seleção Brasileira.
| “ | "Meu pai ganhou esse apelido - Falcão - quando ele jogava futebol de várzea em São Paulo. Diziam que ele tinha o mesmo estilo de jogo do Paulo Roberto Falcão e, por eu acompanhá-lo com frequência quando era moleque, as pessoas me chamavam de Falcãozinho. E o apelido acabou pegando. | ” |

### Futsal
| “ | "Com 12 anos, o pai de um amigo meu começou a jogar em um clube chamado Guapira, e me chamou para fazer um teste lá. Eu relutei, relutei, mas depois de um tempo acabei indo. Fui federado pela primeira vez de 13 pra 14 anos. Nunca joguei em escolinha, nunca participei de nada disso. A minha escolinha foi mesmo a rua, a escola. E foi assim que aconteceu." | ” |

Iniciou sua carreira no futsal defendendo o Clube de Campo Associação Atlética Guapira no ano de 1991, clube da Zona Norte de São Paulo, no Guapira jogou ao lado de alguns jogadores como os Atacantes Ramon e Pedro Basílio e os zagueiros Robson Medeiros e Ayres. O Atacante Pedro Basílio e os zagueiros Robson Medeiros e Ayres foram jogar no time de campo da Clube de Campo Associação Atlética Guapira ao comando do Técnico Gerson ex. jogador do Corinthians e o Falcão continuou no Futsal até a sua estreia no profissional que só veio a acontecer mesmo em 1994. Em seu primeiro ano do juvenil ele foi chamado para jogar na equipe adulta.
Em mais de duas décadas, Falcão jogou por 11 clubes de futsal, além de uma passagem curta pelo futebol de campo, quando vestiu as cores do São Paulo, em 2005. Nesse período, o ala faturou quase 100 títulos entre clubes e seleção brasileira, além de mais de 60 premiações individuais.
Em 2012, um dos lances mais genais do craque aconteceu em um jogo festivo, em dezembro. Atuando por um combinado de ex-jogadores do Atlético Mineiro contra uma seleção de estrelas, em Belo Horizonte, Falcão marcou um gol antológico de lambreta em cobrança de falta ensaiada com Manoel Tobias. O goleiro adversário era o experiente Lavoisier, que ficou completamente sem reação. Apesar de ter sido marcado em um amistoso, Falcão reconhece esse gol como um dos mais bonitos da carreira.
Em 2014, Falcão chegou a décima final consecutiva da Liga Futsal, e com a conquista do quinto título consecutivo (2010, 2011, 2012, 2013 e 2014) igualou-se a cinco jogadores do futebol de campo do Santos (Pelé, Pepe, Lima, Mauro e Mengálvio) como os únicos jogadores a conquistarem títulos nacionais em modalidades ligadas ao futebol cinco vezes consecutivas.
Sua última partida como profissional ocorreu no dia 6 de dezembro de 2018: final da Liga Paulista entre a sua equipe, o Sorocaba, e o Corinthians, que sagrou-se campeão do torneio.

## Seleção Brasileira de Futsal
Falcão foi convocado pela primeira vez para a Seleção Brasileira em 1998. Herdou a camisa 12 de Vander Iacovino, ex-capitão da equipe.
Com a Seleção, conquistou por três vezes a Copa América de Futsal (2000, 2008 e 2011) e um vice (2003); duas vezes a Copa do Mundo de Futsal (2008 e 2012), além de um vice-campeonato (2000) e um terceiro lugar (2004); uma medalha de ouro em Jogos Pan-Americanos (2007); e cinco vezes o Grand Prix de Futsal.
Além disso, ele não só é o maior artilheiro da história da equipe, mas o maior artilheiro mundial de todas as seleções de esportes ligados ao futebol.

### Participação nas Copas do Mundo de Futsal
| “ | "Como carreira, o meu ponto baixo foi a perda dos Mundiais de 2000 e 2004. Era uma mudança de geração e a minha geração chegou perdendo dois títulos mundiais. Em 2004, embora eu tenha ganho o prêmio de melhor jogador do mundo pela primeira vez, me deu um peso muito grande por não ter um título mundial." | ” |

Após a eliminação do Brasil na Copa do Mundo de 2016, Falcão afirmou: "Minha história em Copas do Mundo acaba aqui". Com isso, Falcão encerrou sua carreira com cinco participações no torneio. O brasileiro conquistou dois títulos, duas Bolas de Ouro FIFA e marcou 48 gols, números que lhe dão o status de maior artilheiro da história da competição, além de um recorde de 34 partidas disputadas.

#### Guatemala-2000: a estreia e o vice-campeonato
| “ | "2000 foi minha primeira experiência, estava começando, era um complemento de elenco." | ” |

Em 2000, dois anos depois de sua primeira convocação e com apenas 23 anos, Falcão teve sua primeira participação em Copas do Mundo, e ajudou a equipe a conquistar o vice-campeonato da competição (na final, derrota por 4 a 3 para a Espanha).
Na Guatemala, Falcão jogou oito partidas e anotou seis gols, três deles na histórica goleada por 29 a 2 do Brasil sobre a Guatemala na primeira fase.

#### China Taipei-2004: Prêmios individuais, apesar da 3ª colocação
| “ | "Em 2004, já com responsabilidade maior, acredito que foi minha melhor Copa, tudo que eu pensava em fazer fazia, tanto que fui eleito melhor jogador e artilheiro." | ” |

Em 2004, mesmo com Falcão sendo eleito pela FIFA como o Melhor Jogador do torneio - o que lhe renderia, ao final do ano, o prêmio de Melhor Jogador de Futsal do Ano - o Brasil conquistou a medalha de bronze. Na semifinal, contra a Espanha, Falcão fez uma jogada antológica. Marcado por três jogadores, ele deu três dribles nos três, e, após dribla-los, deu um chute cruzado rasteiro, que passou raspando a trave.
Falcão terminaria o torneio com 13 gols anotados, o que lhe renderia a Chuteira de Ouro, dada ao artilheiro do torneio.

#### Brasil-2008: finalmente a conquista do mundo
| “ | "Em 2008, já com nossa geração marcada como perdedora, fiz uma grande Copa, acabei machucando na final, mas foi a coroação, de mostrar que éramos vencedores." | ” |

Falcão participaria de sua terceira Copa do Mundo com a pressão de nunca tê-la conquistado. Isso fez com que ele chegasse a admitir que deixaria a seleção de futsal caso o Brasil não conquistasse esta Copa.
"Se perdermos agora, vai ser difícil vestir de novo a camisa do Brasil. Tenho 31 anos e sei da minha importância para o futsal brasileiro. Se eu for campeão, vou continuar com a seleção. Estarei com 35 anos na Copa de 2012. E a seleção sempre tem um jogador que atua menos, mas é importante para o time pela experiência. Poderia ser eu. Mas, se perder agora, vai ser difícil vestir de novo a camisa do Brasil. Não sei como vai ser."
Mesmo com essa pressão, Falcão finalmente conquistou seu primeiro título de Copa do Mundo. Pela segunda vez consecutiva, foi eleito novamente o melhor jogador do torneio - e, posteriormente, o melhor do ano.
Autor de 15 gols em nove jogos, o camisa 12 terminaria a competição como vice artilheiro.

#### Tailândia-2012: bicampeonato e superação
| “ | "2012 foi superação. Para mim, foi a Copa mais especial. Mesmo não ganhando premio individual, consegui jogar com paralisia facial, com perna machucada, e consegui fazer gols decisivos." | ” |

Em 2012, o Mundial disputado na Tailândia foi o quarto disputado pelo Falcão. Porém, durante todo o campeonato o jogador sofreu com lesões e até com uma paralisia facial. A paralisia facial ocorreu em decorrência de um estresse, pois poucos dias antes do Mundial, Falcão sofreu uma lesão na panturrilha esquerda e quase foi cortado. Por insistência da comissão técnica, o camisa 12 permaneceu com o grupo realizando tratamento intensivo.
Por conta da lesão, ele participou de apenas 37 minutos, ao todo, de toda a competição, e marcou quatro gols.
Contudo, mesmo atuando no sacrifício, ele foi decisivo em boa parte dos jogos. Seu primeiro gol na competição, marcado contra o Panamá pelas oitavas de final, foi o gol de n.337 pela Seleção Brasileira, que tornou Falcão o “Maior Artilheiro de Todas as Seleções Brasileiras”, incluindo campo, areia e futsal.
Contra a Argentina, pelas quartas de final, Falcão entrou quando o Brasil perdia de 2 a 1. Falcão fez os dois gols que selaram o placar em 3 a 2 para a Seleção Brasileira. Após o jogo, Falcão caiu em prantos. Já no Brasil, ficou constatado por uma junta médica que, apesar de uma recuperação satisfatória, Falcão deveria iniciar, para evitar quaisquer tipos de sequela, um tratamento de quatro meses contra o distúrbio.
Seu quarto e último gol no Mundial foi ainda mais decisivo. Na final, o Brasil perdia para a Espanha por 2 a 1 e faltando três minutos para acabar o jogo, Falcão fez o gol do empate (num chutaço no ângulo), levando a partida para a prorrogação. No tempo-extra, Neto decidiu o jogo e o Brasil venceu por 3 a 2.
Após a partida - e a conquista do bicampeonato - Falcão deu uma entrevista dizendo que esta seria sua última participação em Copas do Mundo.

#### Colômbia-2016: eliminação precoce e o adeus
| “ | "Agora é uma passagem de bastão para quem está chegando. Quero desfrutar, poder jogar todos os jogos, e claro, brigar para ser campeão." | ” |

Depois de anunciar que 2012 havia sido o seu último Mundial, Falcão voltou atrás na decisão e decidiu jogar mais uma Copa do Mundo, mesmo estando com 39 anos. Com a idade avançada, Falcão se preparou durante todo o ano para disputar a sua última Copa do Mundo. Ele queria ser convocado apenar se estivesse em condições de estar com a seleção. "Eu fiz muitos planos, me preparei, não por vinte dias, um mês, mas durante todo o ano. Joguei o mínimo de jogos possíveis para estar aqui nas melhores condições como eu estava.", afirmou, em entrevista ao SporTV.
No dia 14 de setembro, em partida que o Brasil superou a Austrália por 11 a 1, com três gols do Falcão, ele atingiu a marca de 32 partidas em Copas do Mundo, superando o recorde anterior de 31 partidas, que pertencia a Manoel Tobias.
No dia 18 de setembro, na partida contra Moçambique, Falcão ultrapassou a marca de Manoel Tobias, que marcou 43 gols em Copas do Mundo, e tornou-se o maior artilheiro da história da competição.
Nas 8as de final, Falcão marcou três dos quatro gols da equipe no empate com o Irã em 4 a 4. Nos pênaltis, Falcão converteu o seu, mas o Brasil foi eliminado, registrando, assim, a pior participação do país na história do torneio. Falcão terminou a competição com 10 gols marcados em quatro jogos.
Após a partida, Falcão foi ovacionado pelos adversários (os iranianos trataram de erguer Falcão e jogá-lo para o alto, em sinal de honra) e chorou.

### Despedida da Seleção Brasileira de Futsal
Fez seu último jogo pela seleção no dia 26 de março de 2017 contra a Colômbia. Marcou gol, seu último pelo Brasil, e ajudou o seu time a ganhar a partida por 3 a 2.

### Retorno a Seleção Brasileira de Futsal
Após anunciar a aposentadoria com a camisa canarinho, Falcão deve voltar a ser convocado após novas mudanças na gestão da CBFS e a saída do técnico PC de Oliveira do comando da seleção.
No jogo que marcou o retorno de Falcão à seleção, após uma rápida aposentadoria de seis meses, o Brasil venceu o Uruguai por 1 a 0, em amistoso realizado em Uberaba (MG).

## Outras conquistas
No ano de 2007, Falcão ajudou a Seleção Brasileira a conquista a medalha de ouro nos Jogos Pan-Americanos do Rio, que teve pela primeira - e única - vez a participação do futsal. Ele foi o grande destaque da competição, terminando como artilheiro, com sete gols.
Em 2011, em Manaus, Brasil e Rússia decidiam o Grand Prix de Futsal em uma partida bastante disputada e com poucas chances de gol para os dois lados. O placar apontava 1 a 1 no fim da prorrogação, e a decisão caminhava para os pênaltis, até Falcão surpreender o goleiro brasileiro naturalizado russo, Gustavo, com um golpe de peito na bola, e fazer o gol do título.

### Boicote
No início de 2014, Falcão liderou um movimento dos principais jogadores da seleção brasileira contra a então gestão da Confederação Brasileira de Futsal (CBFS).
O racha dentro da confederação teve como estopim a crise financeira da entidade, impedida de assinar contratos de patrocínio com empresas estatais porque o balanço de 2013 foi reprovado.
Após nove meses afastado, Falcão retornou a seleção em setembro, numa partida amistosa realizada no Estádio Mané Garrincha. 56 mil torcedores acompanharam à vitória do Brasil sobre a Argentina. Esta partida entrou para a história por ter tido o maior público da história do futsal.

## Experiência em outras modalidades e eventos

### Futebol de campo
| “ | "Foi uma experiência bacana. Fui campeão paulista e da Libertadores, mas por opção, por não estar jogando e pelas propostas para voltar pro futsal, acabei retornando. Não me arrependo. Tinha tudo para dar certo, mas eu sou muito bem resolvido quanto a isso. Tive um contrato de 3 anos na mesa para assinar, mas eu abri mão para fazer o que eu acho que nasci para fazer que é jogar futsal". | ” |

Em 1991, no período em que passou pela base da equipe de futsal do Corinthians - onde jogou por cinco anos - Falcão passou sete vezes pelo futebol de campo, onde ficava dois ou três meses e acabava voltando ao futsal, sua verdadeira paixão.

#### Palmeiras
Em 2001, com 23 anos, a pedido de Ademir da Guia, que o indicou para a diretoria do Palmeiras, Falcão foi aceito para um período de testes. Após alguns treinamentos, ele atuou durante 59 minutos, até sair de campo com cãibras, do jogo-treino em que o Palmeiras foi derrotado por 2 a 1 para o Flamengo de Guarulhos. No primeiro dos dois tempos de 35 minutos, Falcão atuou no ataque, pelo lado esquerdo. De costas para os zagueiros, o jogador pouco apareceu. Pegou dez vezes na bola, deu oito passes certos e foi desarmado em duas oportunidades. Na segunda etapa, Falcão passou a atuar como meia-esquerda e seu desempenho foi muito melhor. Além de ter feito o gol do Palmeiras, o jogador se movimentou bastante, criou jogadas e deu dribles desconcertantes nos adversários. Depois, ele participou de mais um jogo teste, no qual marcou mais um gol. Apesar dos elogios dos jogadores e do coordenador de futebol do clube, Falcão não chegou a receber uma resposta concreta do clube, que pediu mais tempo para sua adaptação aos gramados. Assim, o atleta retornou ao clube de Futsal do Banespa, com o qual tinha vínculo, à época.

#### Portuguesa
Em 2002, foi a vez de tentar a sorte na Portuguesa, mas acabou não dando certo. O jogador alegou “ciumeira” por parte de dirigentes que não o queriam lá e acabou deixando o clube.
O responsável pelo departamento médico da Lusa, à época, Emídio Valenti Tavares, diz que Falcão foi dispensado por ter sofrido de "síndrome da banda iliotibial", lesão que acomete um atleta que muda repentinamente de um esporte para o outro, fato que não é comprovado cientificamente, tendo em vista que são esportes semelhantes.

#### São Paulo
Em 28 de dezembro de 2004, através de um plano ousado de marketing da diretoria tricolor, Falcão foi contratado pelo então presidente do São Paulo, Marcelo Portugal Gouvêa, que o contratou mesmo sem o aval do treinador Emerson Leão.
Falcão fez sua estreia no futebol de campo no dia 20 de janeiro de 2005 (exatamente um ano depois da morte de seu pai, cujo sonho sempre foi ver o filho jogando futebol de campo). O São Paulo vencia o Ituano, pela primeira rodada do Campeonato Paulista, por 3 a 1, quando o treinador Emerson Leão colocou Falcão em campo no lugar de Diego Tardelli. Em apenas oito minutos em campo, Falcão aprontou algumas: seu primeiro toque na bola foi um lindo passe, de primeira, para Grafite ficar cara a cara com o gol, e perder um gol feito. Em seguida, um toque de calcanhar. Depois, quase marcou um golaço em chute da entrada da área - o goleiro André Luís defendeu.
A única partida como titular veio em 17 de abril, contra o Mogi Mirim. Começou jogando no ataque, ao lado de Grafite, mas saiu no intervalo para a entrada de Vélber. Por sinal, esta foi sua última partida como atleta do São Paulo.
Porém, sua passagem pelo campo foi breve. Apesar de ter atuado apenas 13 vezes com a camisa tricolor, e de ter ficado pouco mais de seis meses no clube, seu nome consta nos registros como campeão paulista e campeão da Copa Libertadores daquele ano.
Falcão retornou as quadras para defender a equipe Malwee/Jaraguá, de Jaraguá do Sul.
Após deixar o São Paulo, Falcão convocou uma coletiva em um bar no bairro de Santana, na Zona Norte de São Paulo, e criticou asperamente Emerson Leão. Em uma de suas colocações, afirmou que às vezes o técnico é "paizão" e defende o jogador na imprensa, mas cobra no vestiário. No seu caso, isso não ocorreu. Cobrou-se na imprensa e no vestiário não se falou nada. No entanto, elogiou a postura da direção do clube, que chegou até a lhe propor a renovação de contrato por mais dois anos.

### Futebol 7
| “ | "Tudo que envolve futebol é prazeroso. O futebol de 7 é um esporte novo, que está nascendo. E, se eu jogar bola na rua, na areia, na grama, ou quadra, é tudo perfeito. É o que eu mais gosto. | ” |

A aventura de Falcão na grama sintética começou no início de 2014, quando acertou com o Madureira para a disputa da Liga das Américas, ajudando a equipe a classificar para a 2a fase. Falcão só atuou pela equipe quando estava de folga de suas obrigações com o Sorocaba, do Futsal.
No início de 2015, Falcão acertou com o Vasco. No contrato, ficou estipulado que Falcão atuaria em cinco partidas pelo Cruzmaltino.

### Showbol
Em 2009, Falcão fez uma partida pelo Brasileirão de Showbol com a camisa do São Paulo.

### Desafio "Reis do Drible"
Em 2016, 2017, 2018 e 2019 Falcão e mais alguns outros astros do futebol freestyle e do futebol de campo participaram do Desafio "Reis do Drible". O desafio foi realizado em uma quadra especialmente desenhada e com regras adaptadas para facilitar e pontuar dribles.

### Premier Futsal
Falcão participou da Premier Futsal, uma liga de futsal na Índia criada em 2016, que conta com outras estrelas do Futebol mundial como Ronaldinho, Ryan Giggs e Deco, jogando a modalidade futebol de salão. Foi um dos organizadores da Premier Futsal, segundo o atleta, a competição funciona da seguinte maneira:
"São seis times, sendo que cada time terá quatro jogadores de futsal, três indianos, uma lenda do futebol e um jogador freestyle. Sempre tem que ter, em quadra, dois jogadores de futebol, um indiano e uma lenda do futebol/jogador freestyle. Essa é a regra. Todo mundo joga contra todo mundo, dai é semifinal e final. É uma grande ideia e tem tudo para ser muito legal".

## Títulos

### Futsal
- Campeonato Paulista de Futsal: 1995, 1997, 2000, 2001, 2014 e 2017
- Taça Brasil de Futsal: 1998, 2003, 2004, 2005, 2006, 2007 e 2008
- Campeonato Mineiro de Futsal: 1999
- Liga Nacional de Futsal: 1999, 2005, 2007, 2008, 2010, 2011, 2012, 2013 e 2014
- Campeonato Catarinense de Futsal: 2003, 2004, 2005, 2006 e 2008
- Jogos Abertos de Santa Catarina: 2003, 2007 e 2010
- Copa Libertadores de Futsal: 2004, 2005, 2006, 2007, 2008, 2009, e 2015
- Sul-Americano Zona Sul: 2004, 2005, 2006, 2007, 2008, 2009, 2013 e 2015
- Copa Sul: 2005
- Superliga de Futsal: 2005, 2006, 2009, 2010 e 2013
- Copa Intercontinental de Futsal: 2016 e 2018
- Supercopa do Brasil de Futsal: 2018[52]

Seleção Brasileira
- Campeonato Mundial de Futsal: 2008 e 2012
- Grand Prix de Futsal: 2005, 2006, 2007, 2008, 2009, 2011, 2013, 2014, 2015 e 2018
- Jogos Pan-Americanos: 2007
- Copa América de Futsal: 1998, 1999, 2000, 2008 e 2011
- Jogos Sul-Americanos: 2002 e 2010
- Sul-Americano - 2000
- Mundialito: 2001
- Copa das Nações: 2001
- Copa Latina: 2003
- Copa Internacional do Rio de Janeiro - 1998
- Torneio Tigers 5 Cingapura - 1999
- Torneio do Egito - 2002
- Torneio da Tailândia - 2003
- Torneio da Malásia - Kuala Lumpur - 2008

### Outros títulos
- 1995 - Campeão do Troféu Cidade de São Paulo – S. C. Corinthians (SP)
- 1997 - Metropolitano SP - G.M./Chevrolet (SP)
- 1997 - Copa Topper SP - G.M./Chevrolet (SP)
- 1998 - Taça Cidade de São Paulo - G.M./Chevrolet (SP)
- 1998 - Metropolitano SP - G.M./Chevrolet (SP)
- 1999 - Copa Internacional do Rio-Seleção Brasileira
- 1999 - Metropolitano MG - Atlético/Pax de Minas (MG)
- 2000 - Metropolitano - SP - São Paulo/Osasco (SP)
- 2001 - Metropolitano - SP - E. C. Banespa (SP)
- 2001 - Copa Topper SP - E.C. Banespa (SP)
- 2002 - Taça Cidade de São Paulo - E. C. Banespa (SP)
- 2002 - Torneio do Egito-Seleção Brasileira
- 2003 - Torneio da Tailândia-Seleção Brasileira
- 2003 - Copa Cascavel - PR - Malwee/Jaraguá (SC)
- 2011 - Campeão do Torneio de Futsal de Gramado/RS - Santos (SP)
- 2013 - Circuito Sul-Americano de Futsal-Seleção Brasileira
- 2013 - Thainá Pereira TPS Seleção Futsal (RJ)
- 2014 - Jogos Regionais de Sorocaba

### Futebol de campo
São Paulo
- Campeonato Paulista: 2005[53]
- Copa Libertadores da América: 2005[53]
- Legends Cup Brasil: 2019[54]

### Futebol 7
Vasco da Gama
- Copa Rio 2015

### Prêmios individuais
- Melhor jogador de futsal do mundo pela FIFA: 2004, 2006, 2011[55] e 2012
- Maior artilheiro mundial de seleções de esportes ligados ao futebol: 2012 à atualidade
- Maior artilheiro das Copas do Mundo de Futsal: 48 gols
- Mais partidas disputadas na Copas do Mundo de Futsal: 34 partidas
- Melhor Jogador Sul-Americano: 2004
- Melhor jogador da Copa do Mundo de Futsal: 2004 e 2008
- Artilheiro da Copa do Mundo de Futsal: 2004
- Melhor Jogador do Mundialito: 2001
- Artilheiro do Mundialito: 2001
- Artilheiro da Copa América de Futsal: 2008
- Artilheiro do Campeonato Sul-Americano de Futsal: 2006 e 2009
- Melhor Jogador da Copa das Nações: 2001
- Artilheiro da Copa das Nações: 2001
- Artilheiro das Eliminatórias do Mundial: 2003
- Melhor Jogador Copa Latina: 2003
- Melhor Jogador da Taça Brasil: 2003, 2004, 2005 e 2006
- Artilheiro da Taça Brasil: 2004, 2007
- Melhor Jogador da Liga Futsal: 2006
- Artilheiro da Liga Futsal: 2005, 2008, 2009, 2010, 2011 e 2014
- Melhor ala-esquerdo da Liga Futsal: 2003, 2004, 2005, 2006, 2007, 2008 e 2013
- Melhor Jogador da Liga Futsal: 2003, 2004, 2005 e 2006
- Artilheiro da Taça Brasil de Futsal: 2003, 2004 e 2007
- Artilheiro da Superliga de Futsal: 2006 e 2009

#### Honrarias individuais
- 2006 - Prêmio Brasil Olímpico (Melhor Jogador de Futsal)
- 2008 - Eternizado na Calçada da Fama do Maracanãzinho[7]
- 2014 - Eternizado na Calçada da Fama do Futsal de Jaraguá do Sul[56]
- 2015 - Eternizado na Calçada da fama da Arena Castelão[57]